# Thank Me Later
Thank Me Later е дебютният студиен албум на канадския музикант Дрейк. Излиза на 15 юни 2010 г. чрез „Йънг Мъни Ентъртейнмънт“ и „Кеш Мъни Рекърдс“. Продуцирането му минава през няколко различни звукозаписни студиа в интервала 2009-2010 година, а продуцентската работа е предимно извършена от дългогодишните сътрудници Ноуа Шебиб – 40 (Noah "40" Shebib) и Бой Уанда (Boi-1da). Thank Me Later включва и труда на Тимбаленд, Суиз Бийтс, Ники Минаж, Лил Уейн, Дъ Дрийм, Кание Уест и др. Продуцирането на албума се отличава с отпуснатост и липса на показност, а текстовете на песните засягат теми като славата, самоанализа и любовта.
Албумът получава положителни отзиви от повечето музикални критици, които поздравяват Дрейк за себе-анализиращите текстове, и правят аналогии между него и работата на хип-хоп музиканти като Кание Уест и Кид Къди. След дългоочакваното му пускане, той дебютира под номер едно в класацията „Билборд 200“ и реализира 447 000 продадени бройки в САЩ през първата седмица. Постига сертификат за платинен статут в Канада още през първата седмица и произвежда три сингъла, които имат успех в музикалните класации. Албумът е сертифициран като платинен от Асоциацията на звукозаписната индустрия в Америка (АЗИА), като един милион копия са изпратени до САЩ.

## Списък на песните
1. Fireworks (с Алиша Кийс)(Noah "40" Shebib, Boi-1da, Crada) – 5:13
2. Karaoke (Francis & The Lights) – 3:48
3. The Resistance (Noah "40" Shebib) – 3:45
4. Over (Boi-1da, Al-Khaaliq) – 3:54
5. Show Me a Good Time (Kanye West, No I.D., Jeff Bhasker) – 3:30
6. Up All Night (с участието на Ники Минаж)(Boi-1da, Matthew Burnett) – 3:54
7. Fancy (с участието на Tи Ай и Суиз Бийтс)(Swizz Beatz, Noah "40" Shebib) – 5:19
8. Shut It Down (с участието на Дъ Дрийм)(Noah "40" Shebib, Omen) – 6:59
9. Unforgettable (с участието на Йънг Джийзи)(Noah "40" Shebib, Boi-1da) – 3:34
10. Light Up (с участието на Джей Зи)(Noah "40" Shebib, Tone Mason) – 4:34
11. Miss Me (с участието на Лил Уейн)(Boi-1da, Noah "40" Shebib) – 5:06
12. "Cece's Interlude" (Noah "40" Shebib) – 2:34
13. Find Your Love (Kanye West, No I.D., Jeff Bhasker) – 3:29
14. Thank Me Now (Timbaland) – 5:29